# Am Spittelteich 3 (Gernrode)

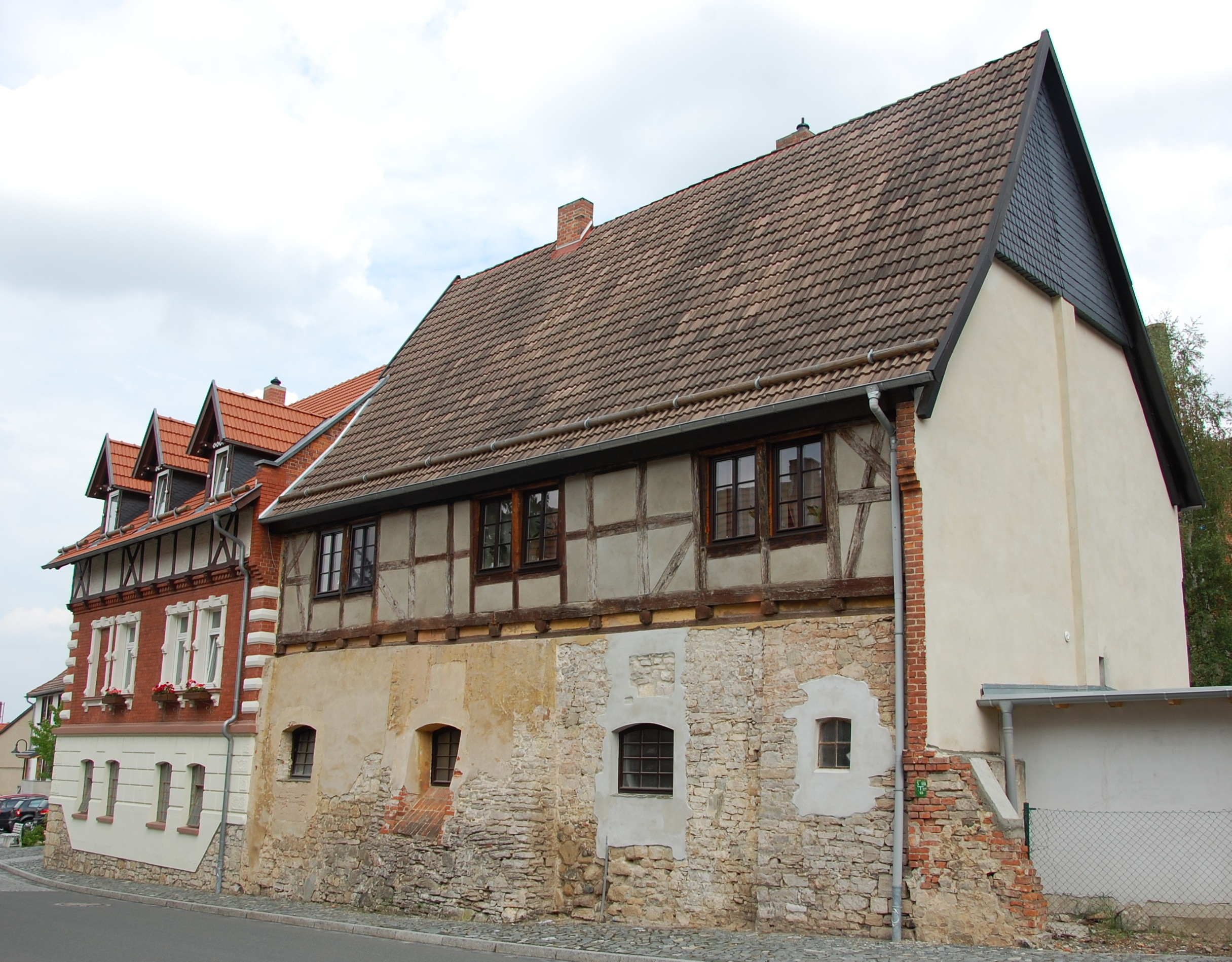
Haus Am Spittelteich 3

Das Haus Am Spittelteich 3 ist ein denkmalgeschütztes Gebäude im zur Stadt Quedlinburg in Sachsen-Anhalt gehörenden Ortsteil Stadt Gernrode.

## Lage
Es befindet sich im südlichen Teil des historischen Ortskern Gernrodes und ist im örtlichen Denkmalverzeichnis als Wohnhaus eingetragen.

## Architektur und Geschichte
Ursprünglich handelte es sich bei dem Anwesen um einen bedeutenden mittelalterlichen Hof. Möglicherweise diente er als Rittersitz. Vermutlich verfügte der Hof auch über das Braurecht. Noch in jüngerer Zeit wurde das Gebäude als Brauerei genutzt.
Das südliche Gebäude dürfte auf das Mittelalter zurückgehen. Es ruht auf massiven, mit Strebepfeilern versehenen Mauern. Das Obergeschoss besteht aus einer in der zweiten Hälfte des 17. Jahrhunderts aufgesetzten Fachwerkkonstruktion. Die Stockschwelle ist gefast. Als zierendes Elemente findet sich in den Eckgefachen die Fachwerkfigur des Halben Manns. Darüber hinaus bestehen Fußbänder und Füllhölzer. Bedeckt ist das Gebäude von einem hohen Dach.
In der Zeit um 1900 wurde nördlich vor den mittelalterlichen Bau ein aus Klinkern errichtetes Gebäude gesetzt.